# HAWK (verkeerslicht)
Een HAWK, ook wel bekend als high-intensity activated crosswalk beacon of pedestrian hybrid beacon is een verkeerslichtsysteem dat voor het eerst is geïnstalleerd in Tucson, Verenigde Staten. Het doel ervan is om efficient het oversteken van voetgangers over grote (doorgaande) wegen mogelijk te maken zonder een volwaardig verkeerslichtsysteem te realiseren.

## Proces
| Bestuurders       | Voetgangers | Actie van de bestuurders                                                                                                | Actie van voetgangers                                              |
| ----------------- | ----------- | --- | ------------------------------------------------------------------ |
|                   |             | Bestuurders van motorvoertuigen mogen doorrijden zonder te stoppen.                                                     | Voetgangers moeten op de knop drukken.                             |
|                   |             | Bestuurders van motorvoertuigen moeten beginnen met snelheid verminderen.                                               | Voetgangers moeten wachten.                                        |
|                   |             | Stop, als het niet kan doorrijden.                                                                                      | Voetgangers nog steeds wachten                                     |
|                   |             | Stop! | Voetgangers mogen oversteken                                       |
|                   |             | l Bestuurders van motorvoertuigen mogen verder gaan na een volledige stop, mits er geen voetgangers meer aanwezig zijn. | Voetgangers die al begonnen zijn met oversteken mogen dit afmaken. |
|                   |             | Bestuurders van motorvoertuigen mogen rijden.                                                                           | Voetgangers moeten op knop drukken om het proces te herstarten.    |
| Proces ten einde. |             | |                                                                    |